# Uso improprio
Uso improprio è un film documentario del 2008 diretto da Luca Gasparini e Alberto Masi.

## Trama
Il documentario narra l'incontro impossibile, eppure a suo modo vitale e fecondo, tra l'autore, alle soglie dei cinquant'anni, e un gruppo di persone che dà vita ad Acrobax, un centro sociale occupato che ha sede nell'ex Cinodromo di Roma.
Per ragioni personali - la necessità di riprendere a fare un po' di sport - l'autore si ritrova proiettato nella dimensione per lui sconosciuta di un'occupazione. Il film segue la progressiva scoperta delle molteplici anime dell’ex Cinodromo e delle attività che si svolgono in quello spazio.
Nel corso del 2006 due lutti colpiscono il Cinodromo, due tragedie purtroppo esemplari dei temi di cui si occupa Acrobax: Antonio Salerno, pony express precario morto in un incidente stradale mentre lavorava, e Renato Biagetti, aggredito e assassinato in una sera d'estate da due giovani di 17 e 19 anni, di estrema destra. Sullo sfondo delle due vicende, la capitale rivela un volto non rassicurante, percorsa da disagio, difficoltà economiche, tensioni, violenza.

## Riconoscimenti
- Premio Avanti!, Torino Film Festival, 2008